# Al-Haddschadsch ibn Yusuf ibn Matar
al-Haddschādsch ibn Yūsuf ibn Matar (arabisch الحجاج بن يوسف بن مطر, DMG al-Ḥaǧǧāǧ b. Yūsuf b. Maṭar; * vor 809; † nach 813) war ein arabischer Mathematiker, der zwischen 786 und 833 in Bagdad wirkte und der früheste Übersetzer der Elemente des Euklid vom Griechischen ins Arabische ist.
Die Übersetzung wurde (nach dem Fihrist und in den Angaben im Vorwort zum Manuskript in Leiden) im Auftrag des Barmakiden Yahyā ibn Chālid, dem Wesir des Kalifen Hārūn ar-Raschīd (regierte 786 bis 809) von Bagdad, angefertigt (sie hieß deshalb Haruni), eine zweite verbesserte Übersetzung (Ma’muni) fertigte er für den Kalifen al-Ma'mūn (regierte 813 bis zu seinem Tod 833). Daraus ergeben sich die Wirkungsdaten von al-Haddschadsch. Von der zweiten Übersetzung sind sechs Bücher der Elemente in einem Codex in Leiden erhalten (Codex Leidensis 399). Die griechischen Originaltexte für die Übersetzung waren aus Byzanz erworben. Eine weitere spätere arabische Übersetzung der Elemente stammt von Ishaq ibn Hunayn (gestorben 910), die von Thabit ibn Qurra für seine Ausgabe benutzt wurde, und von Nasir ad-Din at-Tusi (gestorben 1274).
Er übersetzte auch 827/828 den Almagest von Claudius Ptolemäus ins Arabische (auch dieses Werk wurde später von Ishaq ibn Hunayn neu übersetzt und die Übersetzung von Thabit ibn Qurra überarbeitet). Es ist die erste erhaltene arabische Übersetzung. Er unternahm die Übersetzung mit einem Byzantiner namens Elias. Sie ist in einer vollständigen Ausgabe in Leiden (Cod. or. 680) und einer unvollständigen in der British Library erhalten (Add 7474).
Seine Ausgabe der Elemente bildete die Grundlage der ersten Übersetzung ins Lateinische im 12. Jahrhundert durch Adelard von Bath. Die Ausgabe von Gerhard von Cremona benutzt dagegen die Ausgabe von Thabit ibn Qurra, unter Verwendung einer Ausgabe, die auch Material aus al-Haddschadschs Übersetzung enthielt.